# Ferdo Milin
Ferdo Milin (Zadar, 15. prosinca 1977.) bivši je hrvatski nogometaš, trenutačno izbornik kuvajtske reprezentacije do 19 godina.
Kao nogometaš je počeo u redovima Hajduka u generaciji Tudora i Ivana Leke, završivši kadetski i juniorski staž. Do seniora "bilih" nije došao, nego je završio u Čakovcu. Kasnije igra u Šibeniku i Novalji, pa vrlo dobru sezonu 2003./04. u Zadru. Nakon te sezone natrag ga u Split dovodi Igor Štimac, kao zamjenu za Tomislava Rukavinu.
Međutim, bilježi tek pokoju minutu i nakon osvojena naslova odlazi nazad u Zadar. Prvo u drugoj ligi, a zatim i u prvoj igra kao standardan prvotimac.
Ferdo je od 2012. do 2014. bio na klupi NK Zadar.
Statistika u Hajduku
| Natjecanje        | Nastupi | Zgoditci |
| ----------------- | ------- | -------- |
| Prvenstvo         | 3       | 0        |
| Kup               | 0       | 0        |
| Superkup          | 0       | 0        |
| Međunarodne       | 0       | 0        |
| Splitski podsavez | 0       | 0        |
| Ukupno            | 3       | 0        |
| Prijateljske      | 18      | 0        |
| Sveukupno         | 21      | 0        |

## Vanjske poveznice
- Nogometni-magazin: statistika